# Franco Petruso
Franco Petruso (* 18. August 1988 in Esslingen am Neckar) ist ein deutsch-italienischer Fußballspieler.
In der Jugend spielte Petruso für die SG Eintracht Sirnau, den TSV Wäldenbronn und die Stuttgarter Kickers. Im Sommer 2006 wurde der Mittelfeldspieler in die Zweite Mannschaft der Kickers übernommen. Nachdem er zuvor schon sechs Spiele für die erste Mannschaft absolviert hatte, wechselte er zur Saison 2008/09 in den Profikader der Kickers, die sich für die erste Saison der 3. Liga qualifiziert hatten. Sein Profidebüt gab Franco Petruso am 16. Mai 2009, bei der 0:2-Niederlage der Kickers gegen Werder Bremen II, als er in der 66. Minute eingewechselt wurde. Die Stuttgarter Kickers standen zu diesem Zeitpunkt bereits als Absteiger in die Regionalliga Süd fest. Zur Saison 2010/11 wechselte Petruso zum SV Ebersbach in die Landesliga Württemberg. Im Sommer 2012 verpflichtete ihn Oberligist SSV Reutlingen 05. Dort kam er meist als Einwechselspieler zum Zuge. Im Sommer 2013 schloss er sich dem 1. FC Heiningen an, wo er wieder in der Landesliga spielte. In den beiden folgenden Spielzeiten machte er mit 35 bzw. 32 erzielten Toren auf sich aufmerksam und stieg mit seiner Mannschaft im Jahr 2015 in die Verbandsliga Württemberg auf. Im Sommer 2016 verpflichtete ihn Oberligist 1. Göppinger SV. Dort lief es für ihn sehr gut, bis er sich in einem Spiel beim KSC, in der 90. Minute einen Kreuzbandriss zuzog und in der Folge nicht mehr an seine Leistung anknüpfen konnte. Er nahm in Folge, dass Vertragsangebot von Göppingen nicht an und ging zu Nafi Stuttgart wieder in die Landesliga. Hier spielte er wiederum eine gute Saison, bis der Verein zahlungsunfähig wurde und er nach der Vorrunde nicht mehr spielte. Seit 2019 spielt er wieder beim SV Ebersbach in der Landesliga.